# Абела, Джордж
Джордж Абела (мальт. Ġorġ Abela, англ. George Abela; род. 22 апреля 1948) — мальтийский политик-лейборист, президент Мальты с 4 апреля 2009 по 4 апреля 2014 года. Отец премьер-министра Роберта Абелы.

## Биография
Закончив Мальтийский университет, с 1975 года Джордж Абела работал юристом, активно участвуя в деятельности профсоюзных организаций. В 1982—1992 годах он являлся президентом Футбольной ассоциации Мальты и много сделал для развития спортивной инфраструктуры. Затем он был избран заместителем председателя Лейбористской партии по партийным делам, а в 1996 году после победы партии на парламентских выборах советником премьер-министра Альфреда Санта, но уже в следующем году из-за разногласий с последним ушёл в отставку. В 1998 году он покинул партийный пост, а в 2000 году ушёл из профсоюзного руководства, занявшись частной юридической практикой. В 2008 году он участвовал в выборах лидера лейбористов, но занял второе место, получив во втором туре около 34 % голосов.
В 2009 году парламент Мальты избрал Джорджа Абела новым президентом страны. Поскольку у власти в стране находилась консервативная Националистическая партия, это стало первым случаем избрания на Мальте президента от действующей оппозиции.

## Награды
Награды Мальты
| Страна | Дата                          | Награда                                                            | Награда                                                            | Литеры   |
| ------ | ----------------------------- | ------------------------------------------------------------------ | ------------------------------------------------------------------ | -------- |
| Мальта | 4 апреля 2009 — 4 апреля 2014 | Гроссмейстер и Компаньон Почёта креста Национального ордена Заслуг | Гроссмейстер и Компаньон Почёта креста Национального ордена Заслуг | K.U.O.M. |
| Мальта | 4 апреля 2009 — 4 апреля 2014 | Гроссмейстер ордена «На благо Республики»                          | Гроссмейстер ордена «На благо Республики»                          |          |

Награды иностранных государств
| Страна   | Дата вручения     | Награда                                                                                          | Награда                                                                                          | Литеры |
| -------- | ----------------- | ------------------------------------------------------------------------------------------------ | ------------------------------------------------------------------------------------------------ | ------ |
| Испания  | 2009 —            | Кавалер цепи ордена Изабеллы Католической                                                        | Кавалер цепи ордена Изабеллы Католической                                                        |        |
| Болгария | 27 октября 2009 — | Кавалер ленты ордена «Стара-планина»                                                             | Кавалер ленты ордена «Стара-планина»                                                             |        |
| Румыния  | 2010 —            | Кавалер цепи ордена Звезды Румынии                                                               | Кавалер цепи ордена Звезды Румынии                                                               |        |
| Италия   | 25 июня 2010 —    | Кавалер Большого креста декорированного лентой ордена «За заслуги перед Итальянской Республикой» | Кавалер Большого креста декорированного лентой ордена «За заслуги перед Итальянской Республикой» |        |
| Словакия | 6 сентября 2011 — | Кавалер ордена Двойного белого креста 1 класса                                                   | Кавалер ордена Двойного белого креста 1 класса                                                   |        |
| Литва    | 17 мая 2012 —     | Кавалер Большого креста ордена Витаутаса Великого                                                | Кавалер Большого креста ордена Витаутаса Великого                                                |        |
| Эстония  | 29 мая 2012 —     | Кавалер цепи ордена Креста Земли Марии                                                           | Кавалер цепи ордена Креста Земли Марии                                                           |        |